# Pitcairnia exserta
Pitcairnia exserta är en gräsväxtart som beskrevs av Lyman Bradford Smith. Pitcairnia exserta ingår i släktet Pitcairnia och familjen Bromeliaceae.
Artens utbredningsområde är Colombia. Inga underarter finns listade i Catalogue of Life.